# Гайдученко Людмила Григорівна
Людми́ла Григо́рівна Гайдуче́нко (* 1966) — радянська і українська спортсменка, тренер. Неодноразова чемпіонка й рекордсменка світу з пауерліфтингу й армліфтингу.

## Життєпис
Народилась 1966 року в селі Тягинка Бериславського району Херсонської області; мама — Марія Василівна, медсестра Тягинської участкової лікарні; батько Григорій Павлович — механізатор колгоспу. 1983 року закінчила Тягинську середню школу. До 1987 року працювала інструктором по фізичній культуре і спорту в Укрраді добровільного спортивного товариства «Спартак» (Херсон). Займалась академічною і народною греблею. 1986 року виконала норматив майстра спорту СРСР по греблі (на народних човнах). 1987 року поступила в Дніпропетровський державний інститут фізичної культури й спорту (тренерський факультет, кафедра гребного і парусного спорту); закінчила 1991-го з червоним дипломом, спеціальність «тренер-викладач по виду спорту».
Від 1990 року займалася заниматься силовими видами спорту. З 1991-го по запрошенню заслуженого тренера СРСР Олександра Дмитровича Алексеєнка прибула працювати в с/к «Дзержинка», Дніпродзержинськ. Того ж року стала чемпіонкою СРСР.
Протягом 1991—1995 років була в складі збірної України.
Віце-чемпіонка Європи-1992.
Чемпіонка Європи 1993 й 1994 років та 2014.
Віце-чемпіонка світу 1993 й 1994 років.
Чемпіонка світу 1995 року по жиму лежачи.
Багаторазова чемпіонка України й переможниця міжнародних турнірів.
Установила рекорд світу, 6 рекордів Європи, 64 рекорди України.
Абсолютна рекордсменка світу в жимі лежачи у категорії до 90 кг — 165 кг в обмундируванні (2004).
2016 року оголосила про завершення виступлеів в пауерліфтингу.